# Ordem multiplicativa
Na teoria dos números, dado um inteiro {\displaystyle a} e um inteiro positivo {\displaystyle n} coprimo com {\displaystyle a}, a ordem multiplicativa de {\displaystyle a} módulo {\displaystyle n} é o menor inteiro positivo {\displaystyle k} com
{\displaystyle a^{k}\ \equiv \ 1{\pmod {n}}\,}
Em outras palavras, a ordem multiplicativa de {\displaystyle a} módulo {\displaystyle n} é a ordem de {\displaystyle a} no grupo multiplicativo das unidades no anel dos inteiros módulo {\displaystyle n}.
A ordem de {\displaystyle a} módulo {\displaystyle n} é geralmente escrita como {\displaystyle k=\operatorname {ord} _{n}(a)} ou {\displaystyle k=O_{n}(a).}

## Exemplo
As potências do 4 módulo 7 são as seguintes:
{\displaystyle {\begin{array}{llll}4^{0}&=1&=0\times 7+1&\equiv 1{\pmod {7}}\\4^{1}&=4&=0\times 7+4&\equiv 4{\pmod {7}}\\4^{2}&=16&=2\times 7+2&\equiv 2{\pmod {7}}\\4^{3}&=64&=9\times 7+1&\equiv 1{\pmod {7}}\\4^{4}&=256&=36\times 7+4&\equiv 4{\pmod {7}}\\4^{5}&=1024&=146\times 7+2&\equiv 2{\pmod {7}}\\\end{array}}}
{\displaystyle \,{\text{etc...}}}
O menor inteiro positivo {\displaystyle k} tal que {\displaystyle 4^{k}=1\ (\mathrm {mod} \ 7)} é {\displaystyle 3}, então {\displaystyle \mathrm {O} _{7}(4)=3}.

## Propriedades
Mesmo sem saber que estamos trabalhando no grupo multiplicativo de inteiros módulo n, podemos mostrar que {\displaystyle a} realmente tem uma ordem, observando que as potências de {\displaystyle a} só podem assumir um número finito de diferentes valores módulo {\displaystyle n}, portanto, de acordo com o princípio da casa dos pombos deve haver duas potências, digamos {\displaystyle s} e {\displaystyle t} e sem perda de generalidade {\displaystyle s>t}, tal que {\displaystyle a^{s}\equiv a^{t}(\mathrm {mod} \ n)}. Como {\displaystyle a} e {\displaystyle n} são coprimos, isso implica que a tem um elemento inverso {\displaystyle a^{-1}} e podemos multiplicar ambos os lados da congruência por {\displaystyle a^{-t}}, resultando em {\displaystyle a^{s-t}\equiv 1(\mathrm {mod} \ n)}.
O conceito de ordem multiplicativa é um caso especial da ordem dos elementos do grupo. A ordem multiplicativa de um número {\displaystyle a} módulo {\displaystyle n} é a ordem de {\displaystyle a} no grupo multiplicativo cujos elementos são os resíduos módulo {\displaystyle n} dos números coprimos a {\displaystyle n}, e cuja operação de grupo é a multiplicação módulo {\displaystyle n}. Este é o grupo de unidades do anel {\displaystyle \mathbf {Z} _{n}}; tem {\displaystyle \varphi (n)} elementos, sendo {\displaystyle \varphi } a função totiente de Euler, e é denotado como {\displaystyle U(n)} ou {\displaystyle U(\mathbf {Z} _{n})}.
Como consequência do teorema de Lagrange, {\displaystyle \operatorname {ord} _{n}(a)} sempre divide {\displaystyle \varphi (n)}. Se {\displaystyle \operatorname {ord} _{n}(a)} for realmente igual a {\displaystyle \varphi (n)} e, portanto, o maior possível, então {\displaystyle a} é chamado de raiz primitiva módulo n. Isso significa que o grupo {\displaystyle U(n)} é cíclico e a classe de resíduos de {\displaystyle a} o gera.
A ordem {\displaystyle \operatorname {ord} _{n}(a)} também divide {\displaystyle \lambda (n)}, um valor da função de Carmichael, que é uma afirmação ainda mais forte do que a divisibilidade de {\displaystyle \varphi (n)}.

## Linguagens de programação
- Maxima CAS : zn_order (a, n)[1]
- Rosetta Code - exemplos de ordem multiplicativa em várias línguas[2]